# Taylor Flatman
Taylor Maree Flatman Bateman – australijska zapaśniczka walcząca w stylu wolnym. Brązowa medalistka mistrzostw Oceanii w 2017 roku